# Tasi Mean
Tasi Mean ist eine osttimoresische Aldeia im Suco Aidabaleten (Verwaltungsamt Atabae, Gemeinde Bobonaro). 2015 lebten in der Aldeia 955 Menschen.

## Geographie
Tasi Mean liegt im Norden des Sucos Aidabaleten. Südlich des Flusses Berita befindet sich die Aldeia Tutubaba. Im Osten grenzt Tasi Mean an den Suco Rairobo und im Norden an die Gemeinde Liquiçá. Hier bildet der Fluss Lóis die Grenze. Im Westen erstreckt sich die Sawusee. Die nördliche Küstenstraße überquert den Lóis an der Ostspitze von Tasi Mean, folgt dann dem Fluss Richtung Westen bis zu seiner Mündung und biegt dann nach Süden der Küste folgend ab. Dabei durchquert sie die Siedlungen der Aldeia. Nunagbae liegt am Ufer des Lóis, beim Knick der Straße nach Süden befindet sich das Dorf Ailok Laran (Kailokolaran) und am Berita Malebauk, das sich an Aidabaleten, dem Hauptort des Verwaltungsamtes, anschließt. Die Besiedlung zwischen den Orten an der Küste nimmt nicht merklich ab.
Zwischen Ailok Laran und Malebauk befindet sich der Sitz der Aldeia. In Ailok Laran stehen eine Grundschule und ein Konvent der Steyler Missionsschwestern (SSPS) und in Malebauk ein Stützpunkt der Unidade da Polícia Marítima (UPM) und ein Sendemast der Telkomcel. Eine Antenne der Telemor befindet sich an der Grenze zu Rairobo auf einen Berg, eine weitere von der Timor Telecom zwischen Ailok Laran und Nunagbae nah der Straße.

## Politik
2023 wurde João Tavares zum Chefe de Aldeia gewählt.